# 千野香織
千野 香織（ちの かおり、1952年8月19日 - 2001年12月31日）は、日本の美術史学者。

## 概略
開業医の家庭である中村家の長女として神奈川県横須賀市に生まれる。東京学芸大学附属世田谷小学校、東京学芸大学附属世田谷中学校を経て、1971年東京学芸大学附属高等学校卒業。1972年京都大学文学部入学。1976年京都大学文学部哲学科美学美術史学専攻卒業。同年に高校の一学年上級生であったダウン・タウン・ブギウギ・バンドのキーボード奏者、千野秀一と結婚（後に離婚）。1978年東京大学大学院人文科学研究科美術史学専攻日本美術史修士課程修了。1979年名古屋徳川美術館研究員。1983年同大学院博士課程単位取得退学、東京国立博物館資料部研究員。学習院大学文学部哲学科助教授、1994年教授。
1993年西和夫との共著『フィクションとしての絵画』で小泉八雲賞受賞。
1994年頃から、若桑みどりらと共に美術史にジェンダー、フェミニズムの視点を取り入れるようになった。
2001年12月31日、心不全のため東京都の自宅にて逝去。

## 著作
- 『岩波日本美術の流れ 3 10-13世紀の美術 王朝美の世界』岩波書店 1993
- 『千野香織著作集』千野香織著作集編集委員会編　ブリュッケ 2010

### 共編著
- 『フィクションとしての絵画 美術史の眼建築史の眼』西和夫共著　ぺりかん社　1991
- 『美術とジェンダー 非対称の視線』鈴木杜幾子,馬渕明子共編著　ブリュッケ 1997
- 『女?日本?美? 新たなジェンダー批評に向けて』熊倉敬聡共編　慶應義塾大学出版会　1999

### 解説
- 新修日本絵巻物全集〈28〉伊勢新名所絵歌合 角川書店 1979年
- 『信貴山縁起絵巻』（『名宝日本の美術』第11巻）小学館 1982年